# Installatieverantwoordelijke
Een installatieverantwoordelijke is in de elektrotechniek een persoon die de eindverantwoordelijke is voor de elektrische installaties en alle arbeidsmiddelen die in en om de installatie gebruikt worden.

## Taakinhoud
De Installatieverantwoordelijke is eindverantwoordelijke voor de elektrische installatie. Dit betekent dat de Installatieverantwoordelijk moet zorgen dat de elektrische installatie voor en na de werkzaamheden veilig is om te gebruiken.
Behalve voor de veiligheid is de Installatieverantwoordelijke ook de eindverantwoordelijke voor alle processen die beschrijven hoe er met de installatie gewerkt moet worden; alle Aanwijzingen van mensen die er aan mogen werken en het toegangsbeleid voor alle ruimtes waar een risico aanwezig is.

## Nederland
In Nederland stellen de NEN 3140 (laagspanning) en de NEN 3840 (hoogspanning) dat iedere werknemer een Aanwijzing moet ontvangen van de werkgever voordat hij elektrotechnische werkzaamheden mag uitvoeren. Op deze aanwijzing staat gespecificeerd welke werkzaamheden de werknemer mag uitvoeren, en of dit hoogspanning, laagspanning of beide betreft.

## België
In België wordt gebruikgemaakt van de Europese norm EN 50110. Naast deze elektrotechnische norm staat ook grote stukken in de Algemeen Reglement op de Elektrische Installaties (AREI). Hierin worden dezelfde soort aanwijzingen gebruikt als in Nederland, alleen er is geen aparte regelgeving voor Hoogspanning. Hierop staat gespecificeerd welke aanwijzing de persoon krijgt.

## Duitsland
In Duitsland wordt gebruikgemaakt van de Europese norm EN 50110. Naast deze elektrotechnische norm wordt ook gebruikgemaakt van de VDE normen (Verband der Elektrotechnik, Elektronik und Informationstechnik).